# Mya Azzopardi
Pour les articles homonymes, voir Azzopardi.
Mya Azzopardi, née le 29 septembre 2002 à Sliema, est une nageuse maltaise. Elle a participé au 100 mètres nage libre féminin aux Championnats du monde de natation 2019. En 2019, elle a remporté trois médailles de bronze aux Jeux des petits États d'Europe 2019 qui se sont déroulés à Budva, au Monténégro.